# Olympische Winterspiele 1994/Teilnehmer (Litauen)
| Gelbes Symbol für Goldmedaillen mit stilisierten Olympischen Ringen | Graues Symbol für Silbermedaillen mit stilisierten Olympischen Ringen | Braundes Symbol für Bronzemedaillen mit stilisierten Olympischen Ringen |
| ------------------------------------------------------------------- | --------------------------------------------------------------------- | ----------------------------------------------------------------------- |
| —                                                                   | —                                                                     | —                                                                       |

Litauen nahm 1994 zum dritten Mal an Olympischen Winterspielen teil. Es wurden sechs Athleten nach Lillehammer entsandt, die in drei verschiedenen Disziplinen antraten. Ein Medaillengewinn gelang keinem der Athleten.
Fahnenträger bei der Eröffnungsfeier war der Eiskunstläufer Povilas Vanagas.

## Übersicht der Teilnehmer

### Biathlon
| Athleten            | Wettbewerbe   | Zeit        | Fehler      | Rang |
| ------------------- | ------------- | ----------- | ----------- | ---- |
| Frauen              |               |             |             |      |
| Kazimiera Strolienė | 7,5 km Sprint | 29:16,6 min | 4 (2+2)     | 48   |
| Kazimiera Strolienė | 15 km Einzel  | 1:00:55,8 h | 8 (2+3+1+2) | 62   |
| Männer              |               |             |             |      |
| Gintaras Jasinskas  | 10 km Sprint  | 32:15,4 min | 3 (2+1)     | 55   |
| Gintaras Jasinskas  | 20 km Einzel  | 1:04:08,9 h | 6 (2+1+0+3) | 58   |

### Eiskunstlauf
| Athleten                            | Wettbewerbe | Pflichttanz 1 | Pflichttanz 1 | Pflichttanz 2 | Pflichttanz 2 | Originaltanz | Originaltanz | Kurzprogramm | Kurzprogramm | Kür/Kürtanz | Kür/Kürtanz | Gesamt    | Gesamt |
| Athleten                            | Wettbewerbe | Bewertung     | Rang          | Bewertung     | Rang          | Bewertung    | Rang         | Bewertung    | Rang         | Bewertung   | Rang        | Bewertung | Rang   |
| ----------------------------------- | ----------- | ------------- | ------------- | ------------- | ------------- | ------------ | ------------ | ------------ | ------------ | ----------- | ----------- | --------- | ------ |
| Mixed                               |             |               |               |               |               |              |              |              |              |             |             |           |        |
| Margarita Drobiazko Povilas Vanagas | Eistanz     | 2,6           | 13            | 2,6           | 13            | 7,2          | 12           | —            | —            | 12,0        | 12          | 24,4      | 12     |

### Skilanglauf
| Athleten         | Wettbewerbe      | Zeit        | Rang |
| ---------------- | ---------------- | ----------- | ---- |
| Frauen           |                  |             |      |
| Vida Vencienė    | 5 km klassisch   | DNF         | DNF  |
| Vida Vencienė    | 15 km Freistil   | 45:41,2 min | 32   |
| Vida Vencienė    | 30 km klassisch  | 1:32:18,9 h | 25   |
| Männer           |                  |             |      |
| Ričardas Panavas | 10 km klassisch  | 26:46,1 min | 38   |
| Ričardas Panavas | 15 km Verfolgung | 42:52,5 min | 48   |
| Ričardas Panavas | 30 km Freistil   | DNF         | DNF  |
| Ričardas Panavas | 50 km klassisch  | 2:19:01,3 h | 32   |